# Cornelius
Cornelius (яп. 小山田圭吾/Oyamada Keigo) — японський Shibuya Kei співак. Народився 27 січня 1969-ґо року, Токіо, Японія.
Про нього самим утішним чином відгукуються Beck, Beastie Boys і Damon Albarn. Його також називають японським Money Mark. Альбом «Fantasma» (1998, Matador Records) продався тільки в одній Японії в кількості 500 000 тисяч примірників, а в Європі та Америці був проголошений однією з найяскравіших поп-записів року. Він керує лейблом «Trattoria», яка видає записи японських модів і ейсід-джаз-виконавців, і компанією Bathing Ape з виробництва модного спортивного одягу. Практичний і витає в хмарах поп-ніндзя відомий світу як Cornelius (Keigo Oyamada), і цю звучну назву він знайшов для себе у смішному si-fi фільмі 70-х років «Планета мавп» — так звали там одного з головних героїв, психолога — шимпанзе.

## Подробиці
Альбомом «Fantasma», що вийшов в 1998-му здійснив справжній фурор на інді-сцені, особливо в її построк/поп-секторах. На початку 2002-ґо року артист повернувся на сцену з ще більш авангардної і витонченої платівкою «Point», що представляє слухачам несподівану, провокаційну, новаторську комбінацію з мінімалістики техно-бітів, ейсід — електроніки, багатоликих експериментальних гітарних імпровізацій, повітряних оркестрових аранжувань і неповторною японської чуттєвості. На новому альбомі Keigo немов представляє нам свою версію історії рок-музики, плавно рухаючись від симпатичних, добрих мелодій Beach Boys і хуліганського панк-веселощів Clash до романтичного Летучому шогейзеру My Bloody Valentine й агресивного техно-року Primal Scream. При цьому Keigo, як справдешній модерніст, інжектується в свої композиції елементи японського хіп-хопу, лаунджа і саундтрекового ембієнту. У результаті ми маємо справу з дуже цікавою мутацією року або, бути може, з новим різновидом поп-музики для естетів.
«Моя музика — це колаж з багатьох речей з минулого, які зібрані воєдино, щоб створити музику майбутнього. Але в ній також багато чого з сьогодення, тому що тут я проводжу більшу частину свого часу».
Перш ніж звалитися на голови своїх майбутніх західних фанатів, Keigo встиг випустити на батьківщині два популярних альбому «The First Question Award» (1994) і «69/96» (1996) і стати культовою фігурою місцевої поп-сцени разом з Pizzicato Five і Kahimi Karie. Свідки відгукуються про музичні спектаклях музиканта як про віртуозних виставах.